# 오라토리오

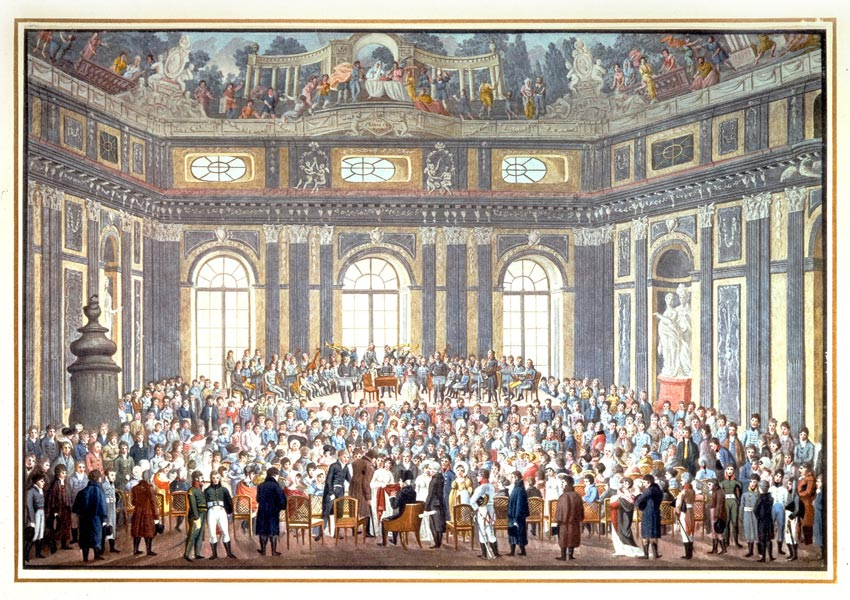
하이든의 《천지창조》를 공연하는 모습을 그린 작품. 1808년 그림.

오라토리오(이탈리아어: oratorio), 오라토리움(라틴어: oratorium)은 주로 종교적 텍스트를 바탕으로 작성되어 성악이 주를 이루는 합창, 독창, 오케스트라 또는 기타 앙상블을 위한 음악 작품이다. 대부분의 오페라와 마찬가지로, 오라토리오에는 합창, 독창자, 기악 앙상블, 그리고 다양한 등장인물(예: 독창자)과 아리아가 포함된다. 그러나 오페라는 음악극으로써 무대 장치, 소품, 의상을 갖추고, 등장인물 간의 연기와 상호 작용이 강조되는 반면, 오라토리오는 무대 연출이 최소화되며 일반적으로 연주회 형식으로 공연된다. 다만, 경우에 따라 오라토리오가 오페라처럼 무대화되거나, 반대로 오페라가 연주회 형식으로 공연되는 경우도 있다. 오라토리오에서는 합창이 극적 요소에서 중심적인 역할을 하는 경우가 많다.
종교적인 내용을 주로 담고 있다. 독일의 수난곡도 이와 비슷한 형식을 가지고 있다.
오페라에 비하여 오라토리오에서는 독창보다도 합창이 중시되며, '테스토' 또는 '히스토리쿠스'라고 하는 이야기하는 사람이 극의 진행을 담당하는 것이 특색이다. 그러나 오라토리오는 때로 교회 칸타타, 수난곡, 종교적 오페라와 구별이 잘 안 되는 경우도 있다. 한편 현대에서는 종교적인 성격을 갖지 않는 세속적 오라토리오도 많이 만들어졌다.
오페라와 오라토리오의 가장 중요한 차이점 중 하나는 대본의 주제이다. 오페라의 대본(libretto)은 역사, 신화, 리처드 닉슨, 안나 니콜 스미스, 성경 등 어떠한 극적인 주제도 다룰 수 있다. 반면, 오라토리오의 대본은 종교적인 주제를 다루는 경우가 많으며, 이는 교회에서 공연하기에 적합한 장르로 자리 잡는 데 중요한 요인이 되었다. 가톨릭 작곡가들은 성인의 생애나 성경 이야기에서 영감을 받았고, 개신교 작곡가들 역시 성경적인 주제를 자주 선택했으나, 카를 뢰베의 오라토리오 《얀 후스》처럼 얀 후스와 같은 종교 개혁가들의 삶을 다루기도 했다.
오라토리오는 17세기 초 이탈리아에서 오페라의 성공과 사순절 기간 동안 가톨릭 교회가 공연 금지령을 내린 영향으로 크게 인기를 끌었다. 오라토리오는 오페라 관객들에게 대체 공연 형식으로 선택되며 더욱 발전하게 되었다.
전통적으로 오라토리오는 성스러운 주제를 진지한 종교적 방식으로 다루는 음악 장르를 의미한다. 따라서 비종교적인 오라토리오는 일반적으로 "세속 오라토리오(secular oratorio)"로 구분되며, 역설적인 개념으로 간주되었고 의심스럽거나 경계해야 할 용어로 인식되기도 했다. 그러나 이러한 종교적 배경이 오라토리오의 본질적 특성이긴 하지만, 세속 오라토리오 역시 이 장르가 탄생한 초기부터 작곡되어 왔다.

## 주요 작품
초기 오라토리오의 작곡가로는 아넬리오, 마조키가 있다. 고전적 오라토리오의 시조는 카리시미이다. 작품으로는 《예프테》, 《솔로몬의 재판》 등이 있다. 독일의 오라토리오는 슈츠에게서 비롯되었다. 그의 작품에는 《부활 오라토리오》, 《크리스마스 오라토리오》가 있다. 바흐의 작품에는 유명한 《크리스마스 오라토리오》 외에 《부활제 오라토리오》가 있다. 영국 오라토리오는 헨델을 대표로 한다. 《이집트의 이스라엘 사람》, 《유다스 마카베우스》, 특히 《메시아》는 유명하다. 그 밖에 18-19세기의 명곡으로는 하이든의 《천지창조》, 《4계》, 멘델스존의 《성 바울》, 《엘리아》, 리스트의 《성 엘리자베스의 전설》, 베를리오즈의 《어린 예수》, 브람스의 《독일 레퀴엠》(오라토리오와 레퀴엠과의 중간적 성격을 가짐) 등이 있다. 20세기의 오라토리오로는 오네게르의 《다윗 왕》, 《화형대의 잔다르크》가 유명하다. 스트라빈스키의 《오이디푸스 왕》, 힌데미트의 《무한한 것》, 프로코피예프의 《평화의 수호》, 쇼스타코비치의 《숲의 노래》 등은 자유로운 성격의 세속적 오라토리오라고 할 만한 작품이다.

## 속어 오라토리오
카발리에리 이후 이탈리아어 오라토리오는 17세기 후반에 와서 매우 번성하였다. 스파냐, 체노, 메타스타지오 등이 오라토리오 가사를 개혁한 결과 합창이 중요하지 않게 되고 아리아가 중심적 위치를 차지하여 관현악 반주가 있는 레치타티보, 명인예적 기교를 채택하는 등 나폴리파 오페라의 경향을 닮아갔다. 로마·베네치아파의 전통을 잇는 안토니오 로티, 안토니오 칼다라, 발다사레 갈루피나 나폴리파의 알레산드로 스카를라티, 레오나르도 레오, 요한 아돌프 하세, 니콜로 욤멜리 등이 당시의 대표적인 오라토리오 작곡가이다.

## 같이 보기
- 미사곡

## 참고 문헌
- 이 문서에는 다음커뮤니케이션(현 카카오)에서 GFDL 또는 CC-SA 라이선스로 배포한 글로벌 세계대백과사전의 내용을 기초로 작성된 글이 포함되어 있습니다.